# Épenède
Épenède (Espeneda en marchois, dialecte occitan) est une commune du sud-ouest de la France, située dans le département de la Charente (région Nouvelle-Aquitaine).
Ses habitants sont les Épenédois et les Épenédoises.

## Géographie

### Localisation et accès
Épenède est une commune du Nord-Charente limitrophe du département de la Vienne située à 12 km au nord-ouest de Confolens et 55 km au nord-est d'Angoulême.
Le bourg d'Épenède est aussi situé à 6 km de Pressac (Vienne), 13 km de Champagne-Mouton, 14 km de Charroux, 26 km de Ruffec et 60 km de Poitiers.
La route principale de la commune est la D 30 qui va de Confolens à Charroux par Pleuville. La D 169 entre Alloue et Pressac traverse aussi le bourg.

### Hameaux et lieux-dits
La commune comporte de nombreuses fermes et hameaux, parmi lesquels l'Age Marenche, Chez Mathieu et la Grande Homarie, le Breuil, Villemiers, Puybertaud, Bonnezac, Savinaud, etc..

### Communes limitrophes
| Pleuville |         | Pressac (Vienne) |
|           | Épenède |                  |
| Alloue    |         | Hiesse           |

### Géologie et relief
Géologiquement, la commune est dans le calcaire du Jurassique du seuil du Poitou, mais aux premières assises du Massif central qui commence à la limite orientale de la commune. Les calcaires et marnes du Lias (Jurassique inférieur) apparaissent sur les flancs de la vallée du Transon à l'ouest, au centre de la commune et au nord-est. Le plateau est recouvert sur sa grande partie par des argiles marbrées et ferrugineuses, dépôts du Tertiaire en provenance du Massif central et remaniées lors du Quaternaire,,.
Le relief de la commune est celui d'un plateau d'une altitude moyenne de 180 m bordé au sud-ouest par la vallée du Transon. Le point culminant est à une altitude de 194 m, situé au nord du bourg à l'Age-Marenche (borne IGN et château d'eau). Le point le plus bas est à 144 m, situé le long du Transon en limite ouest. Le bourg, blotti dans une petite vallée, est à 168 m d'altitude.

### Hydrographie

#### Réseau hydrographique

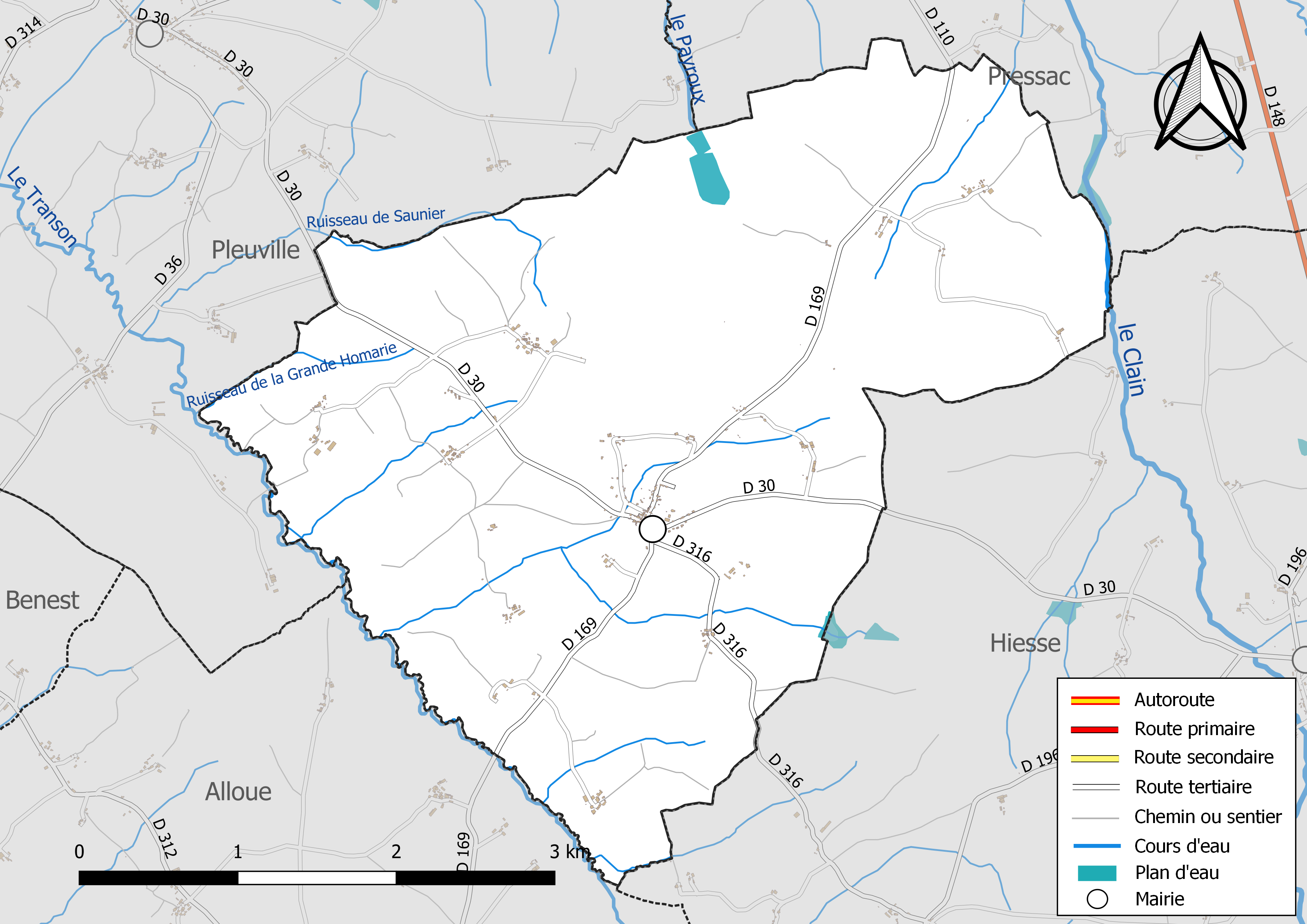
Réseaux hydrographique et routier d'Épenède.

La commune est située pour partie dans le bassin versant de la Charente au sein  du Bassin Adour-Garonne et pour partie dans  la région hydrographique de « la Loire de la Vienne (c) à la Maine (nc) », une partie du Bassin de la Loire,  au sein  du Bassin Loire-Bretagne. La ligne de partage des eaux traverse l'est de la commune. Elle est drainée par le Clain, le Transon, le ruisseau de la Grande Homarie, le ruisseau de Saunier et par divers petits cours d'eau, qui constituent un réseau hydrographique de 14 km de longueur totale,.
Le Clain limite la commune à l'est. D'une longueur totale de 144,3 km, prend sa source dans la commune d'Hiesse et se jette  dans la Vienne dans la Vienne, à Cenon-sur-Vienne, après avoir traversé 34 communes.
Le Transon arrose le sud-ouest de la commune, et reçoit de nombreux petits affluents communaux, parfois intermittents. D'une longueur totale de 22,4 km, prend sa source dans la commune d'Alloue et se jette  dans la Charente dans la Vienne, à Chatain, après avoir traversé 4 communes.
Le ruisseau de Maine-Bru passe au bas du village; il prend sa source à la Font Berger.
Le bourg est situé sur un petit affluent du Transon.
En raison du sol imperméable, de nombreux étangs et retenues d'eau jalonnent la commune, le plus grand est celui de la Lande d'Amboisnoir au nord.

#### Gestion des eaux
Le territoire communal est couvert par les schémas d'aménagement et de gestion des eaux (SAGE) « Charente » et « Clain ». Le SAGE « Charente», dont le territoire correspond au bassin de la Charente, d'une superficie de 9 300 km2, a été approuvé le 19 novembre 2019. La structure porteuse de l'élaboration et de la mise en œuvre est l'établissement public territorial de bassin Charente. Ils définissent chacun sur leur territoire les objectifs généraux d’utilisation, de mise en valeur et de protection quantitative et qualitative des ressources en eau superficielle et souterraine, en respect des objectifs de qualité définis dans le troisième SDAGE  du Bassin Adour-Garonne qui couvre la période 2022-2027, approuvé le 10 mars 2022.Le SAGE « Clain», dont le territoire correspond au bassin du Clain, d'une superficie de 2 882 km2, a été approuvé le 11 mai 2021. La structure porteuse de l'élaboration et de la mise en œuvre est l'établissement public territorial de bassin Vienne. Il est quant à lui une déclinaison du SDAGE du Bassin Loire-Bretagne qui couvre la période 2022-2027, approuvé le 18 mars 2022.

### Climat
Comme dans les trois quarts sud et ouest du département, le climat est océanique aquitain, légèrement dégradé car la commune se situe aux abords de la Charente limousine et du seuil du Poitou.

### Végétation
Des landes occupent le nord, et des pâturages près de la vallée du Transon.

## Urbanisme

### Typologie
Au 1er janvier 2024, Épenède est catégorisée commune rurale à habitat très dispersé, selon la nouvelle grille communale de densité à 7 niveaux définie par l'Insee en 2022.
Elle est située hors unité urbaine. Par ailleurs la commune fait partie de l'aire d'attraction de Confolens, dont elle est une commune de la couronne,. Cette aire, qui regroupe 14 communes, est catégorisée dans les aires de moins de 50 000 habitants,.

### Occupation des sols
L'occupation des sols de la commune, telle qu'elle ressort de la base de données européenne d’occupation biophysique des sols Corine Land Cover (CLC), est marquée par l'importance des territoires agricoles (94,6 % en 2018), une proportion identique à celle de 1990 (94,6 %). La répartition détaillée en 2018 est la suivante : 
prairies (52,1 %), terres arables (35,1 %), zones agricoles hétérogènes (7,4 %), forêts (5,4 %). L'évolution de l’occupation des sols de la commune et de ses infrastructures peut être observée sur les différentes représentations cartographiques du territoire : la carte de Cassini (XVIIIe siècle), la carte d'état-major (1820-1866) et les cartes ou photos aériennes de l'IGN pour la période actuelle (1950 à aujourd'hui).

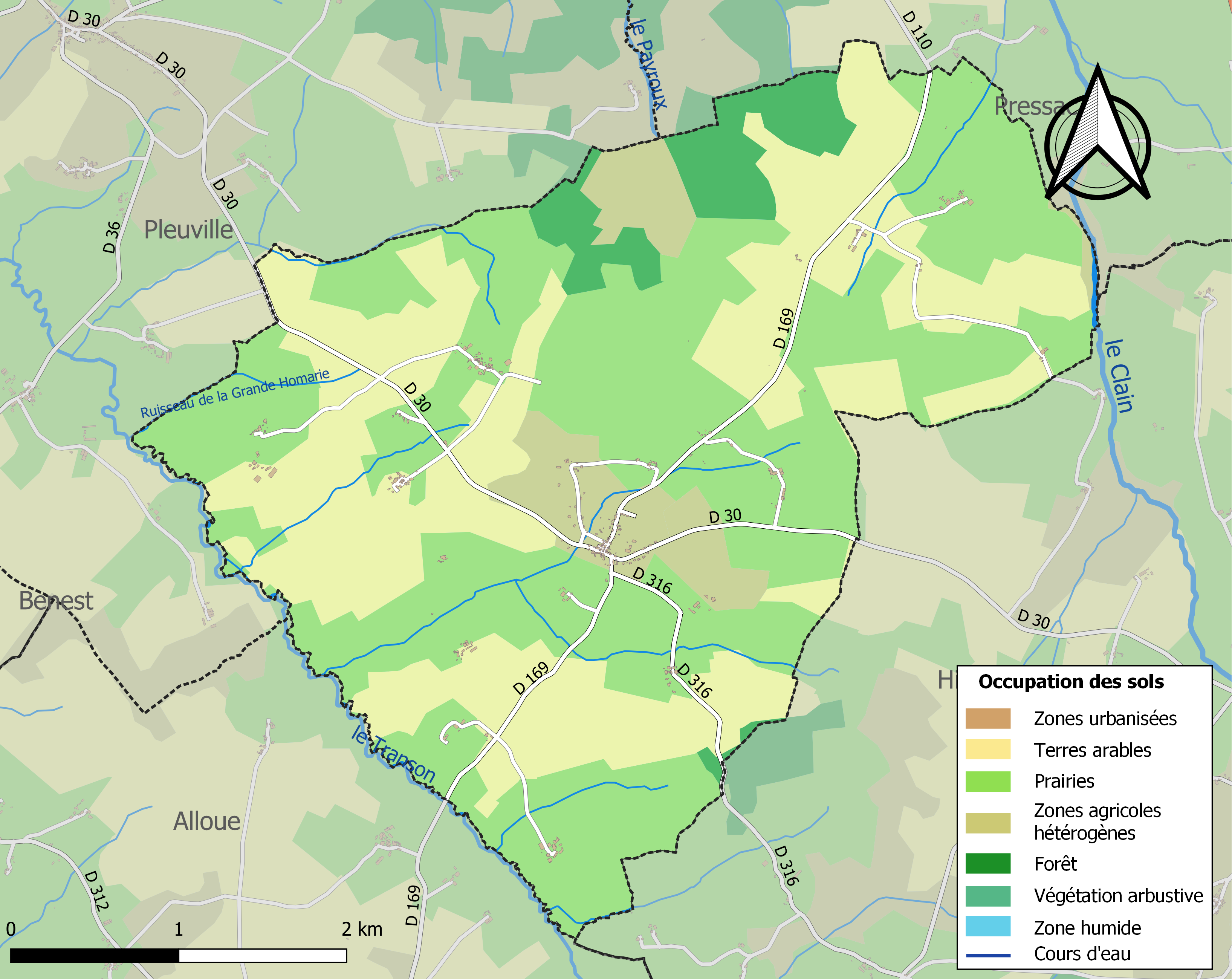
Carte des infrastructures et de l'occupation des sols de la commune en 2018 (CLC).

### Risques majeurs
Le territoire de la commune d'Épenède est vulnérable à différents aléas naturels : météorologiques (tempête, orage, neige, grand froid, canicule ou sécheresse) et séisme (sismicité faible). Un site publié par le BRGM permet d'évaluer simplement et rapidement les risques d'un bien localisé soit par son adresse soit par le numéro de sa parcelle.

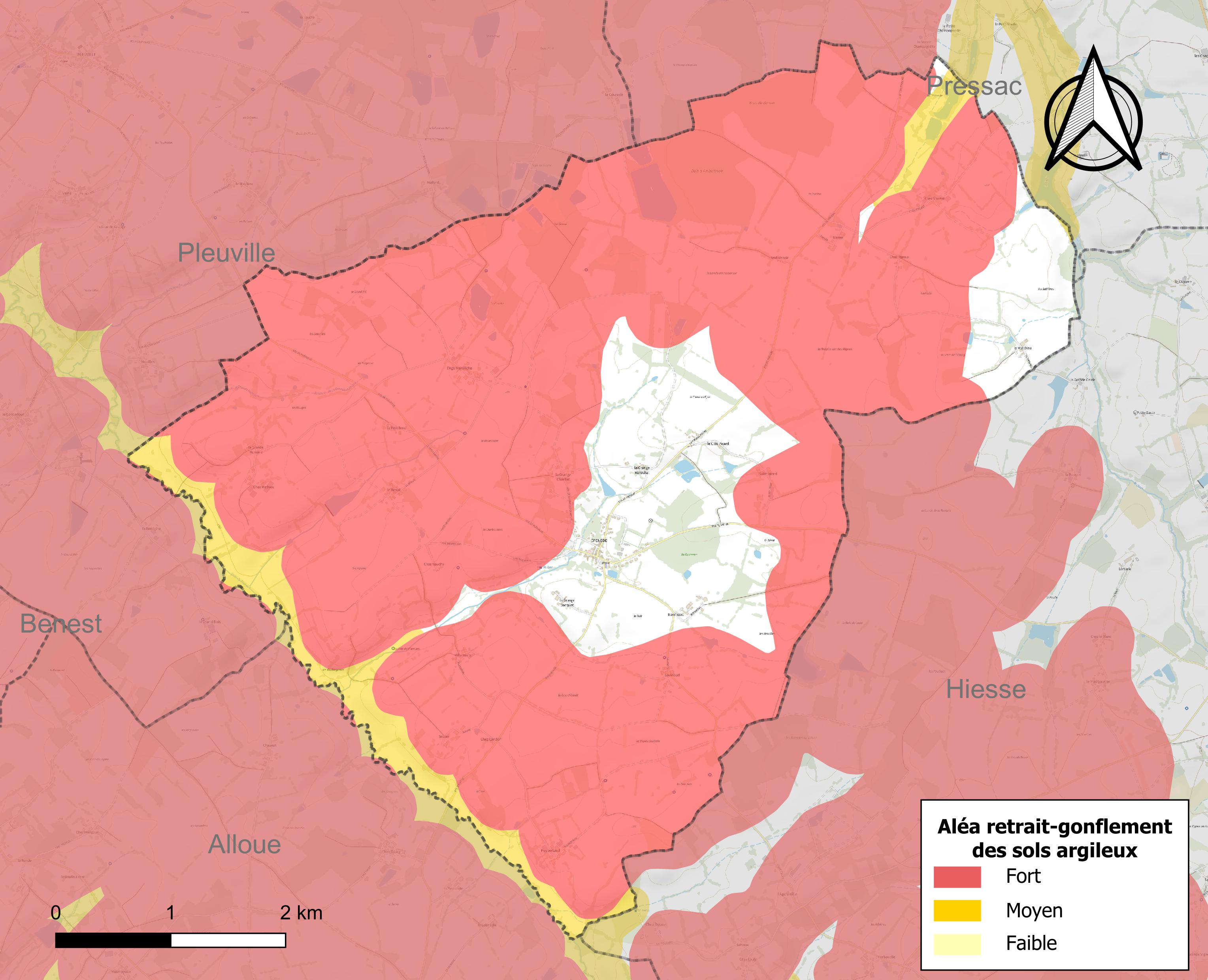
Carte des zones d'aléa retrait-gonflement des sols argileux d'Épenède.

Le retrait-gonflement des sols argileux est susceptible d'engendrer des dommages importants aux bâtiments en cas d’alternance de périodes de sécheresse et de pluie. 83,3 % de la superficie communale est en aléa moyen ou fort (67,4 % au niveau départemental et 48,5 % au niveau national). Sur les 156 bâtiments dénombrés sur la commune en 2019,  78 sont en aléa moyen ou fort, soit 50 %, à comparer aux 81 % au niveau départemental et 54 % au niveau national. Une cartographie de l'exposition du territoire national au retrait gonflement des sols argileux est disponible sur le site du BRGM,.
Par ailleurs, afin de mieux appréhender le risque d’affaissement de terrain, l'inventaire national des cavités souterraines permet de localiser celles situées sur la commune.
La commune a été reconnue en état de catastrophe naturelle au titre des dommages causés par les inondations et coulées de boue survenues en 1982, 1983 et 1999. Concernant les mouvements de terrains, la commune a été reconnue en état de catastrophe naturelle au titre des dommages causés par la sécheresse en 2005 et 2011 et par des mouvements de terrain en 1999.

## Toponymie
Une forme ancienne est Espeneda en 1280.
Le nom d'Épenède proviendrait de spinetum issu du latin spina (épine) et suffixe collectif -eta, « lieu où croissent les plantes épineuses »,.

### Dialecte
La commune est dans la partie occitane de la Charente qui en occupe le tiers oriental, et le dialecte est marchois. 
Elle se nomme Espeneda en occitan.

## Histoire
L'église datant du XIIe siècle aurait été incendiée pendant les guerres de religion. Vicairie perpétuelle de l'ancien diocèse de Poitiers, elle dépendait de l'abbaye de Charroux.
Au début du XXe siècle, on pouvait citer parmi les grands propriétaires de la commune : MM. de Montvallier, Mairat, Ribardière, Delage, d'Assit, etc.

## Administration

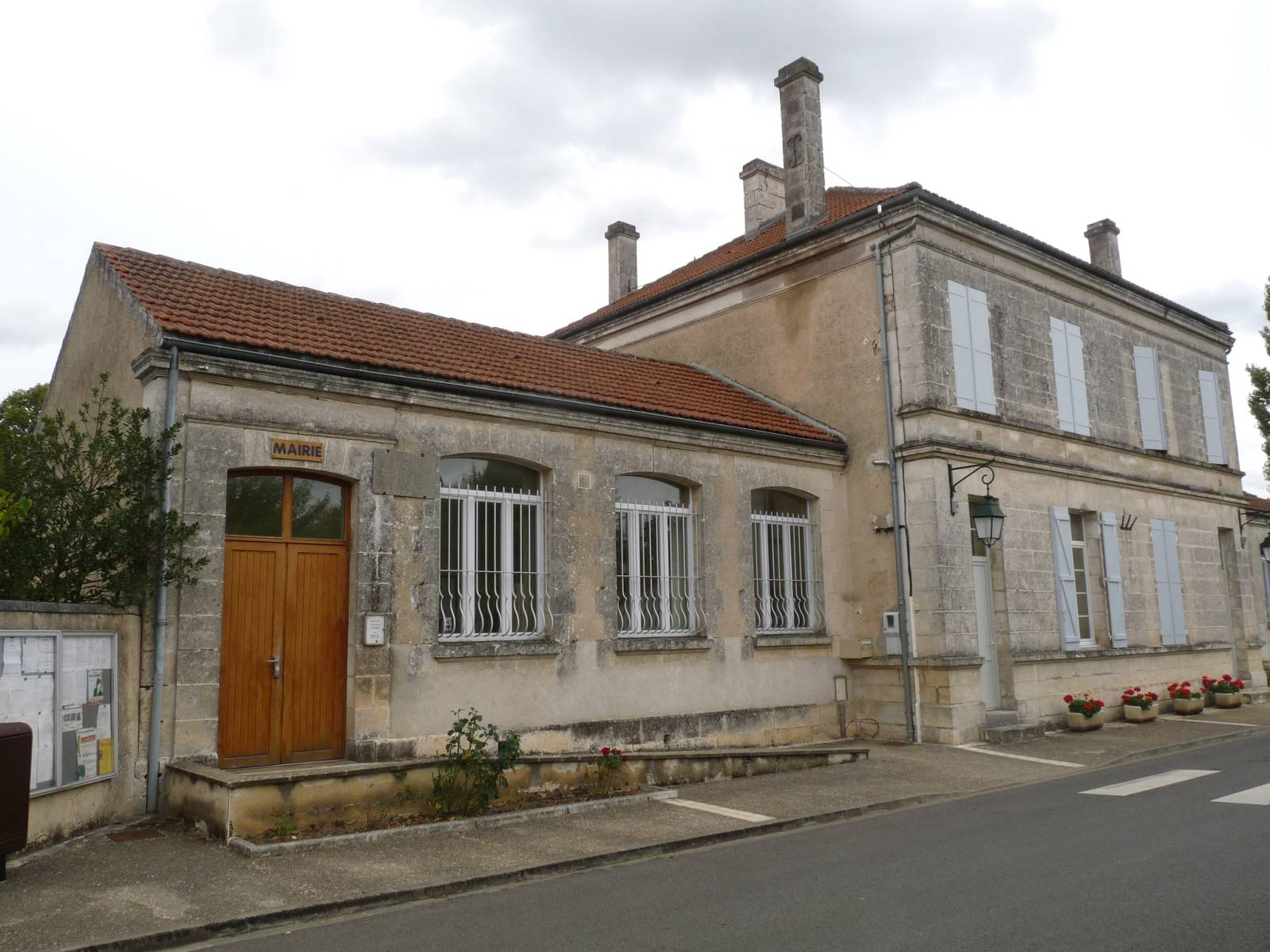
La mairie.

| Période                                  | Période  | Identité         | Étiquette | Qualité                  |
| ---------------------------------------- | -------- | ---------------- | --------- | ------------------------ |
| Les données manquantes sont à compléter. |          |                  |           |                          |
| avant 1988                               | 1989     | Michèle Guinot   |           |                          |
| 1989                                     | ?        | André Canon      |           |                          |
| 2001                                     | 2014     | Roland Lhomme    | DVG       | Retraité cadre industrie |
| 2014                                     | 2020     | Gérard Bouvart   | DVG       |                          |
| 2020                                     | En cours | Philippe Denimal |           |                          |

## Démographie

### Évolution démographique
L'évolution du nombre d'habitants est connue à travers les recensements de la population effectués dans la commune depuis 1793. Pour les communes de moins de 10 000 habitants, une enquête de recensement portant sur toute la population est réalisée tous les cinq ans, les populations de référence des années intermédiaires étant quant à elles estimées par interpolation ou extrapolation. Pour la commune, le premier recensement exhaustif entrant dans le cadre du nouveau dispositif a été réalisé en 2007.

En 2022, la commune comptait 191 habitants, en évolution de −2,05 % par rapport à 2016 (Charente : −0,48 %, France hors Mayotte : +2,11 %).
| 1793 | 1800 | 1806 | 1821 | 1831 | 1841 | 1846 | 1851 | 1856 |
| ---- | ---- | ---- | ---- | ---- | ---- | ---- | ---- | ---- |
| 584  | 510  | 460  | 620  | 526  | 507  | 543  | 586  | 541  |

| 1861 | 1866 | 1872 | 1876 | 1881 | 1886 | 1891 | 1896 | 1901 |
| ---- | ---- | ---- | ---- | ---- | ---- | ---- | ---- | ---- |
| 504  | 516  | 473  | 483  | 512  | 535  | 554  | 500  | 468  |

| 1906 | 1911 | 1921 | 1926 | 1931 | 1936 | 1946 | 1954 | 1962 |
| ---- | ---- | ---- | ---- | ---- | ---- | ---- | ---- | ---- |
| 465  | 487  | 447  | 419  | 427  | 425  | 355  | 350  | 311  |

| 1968 | 1975 | 1982 | 1990 | 1999 | 2006 | 2007 | 2012 | 2017 |
| ---- | ---- | ---- | ---- | ---- | ---- | ---- | ---- | ---- |
| 323  | 269  | 256  | 242  | 209  | 210  | 209  | 220  | 185  |

| 2022 | - | - | - | - | - | - | - | - |
| ---- | - | - | - | - | - | - | - | - |
| 191  | - | - | - | - | - | - | - | - |

### Pyramide des âges
La population de la commune est relativement âgée.
En 2018, le taux de personnes d'un âge inférieur à 30 ans s'élève à 22,3 %, soit en dessous de la moyenne départementale (30,2 %). À l'inverse, le taux de personnes d'âge supérieur à 60 ans est de 44,2 % la même année, alors qu'il est de 32,3 % au niveau départemental.
En 2018, la commune comptait 78 hommes pour 102 femmes, soit un taux de 56,67 % de femmes, largement supérieur au taux départemental (51,59 %).
Les pyramides des âges de la commune et du département s'établissent comme suit.
| Hommes | Classe d’âge | Femmes |
| ------ | ------------ | ------ |
| 0,0    | 90 ou +      | 1,0    |
| 8,7    | 75-89 ans    | 17,1   |
| 30,0   | 60-74 ans    | 30,4   |
| 26,2   | 45-59 ans    | 20,9   |
| 12,5   | 30-44 ans    | 8,6    |
| 11,3   | 15-29 ans    | 10,5   |
| 11,3   | 0-14 ans     | 11,5   |

| Hommes | Classe d’âge | Femmes |
| ------ | ------------ | ------ |
| 1      | 90 ou +      | 2,7    |
| 9,2    | 75-89 ans    | 12     |
| 20,6   | 60-74 ans    | 21,3   |
| 20,7   | 45-59 ans    | 20,3   |
| 16,8   | 30-44 ans    | 16     |
| 15,6   | 15-29 ans    | 13,4   |
| 16,1   | 0-14 ans     | 14,3   |

## Lieux et monuments

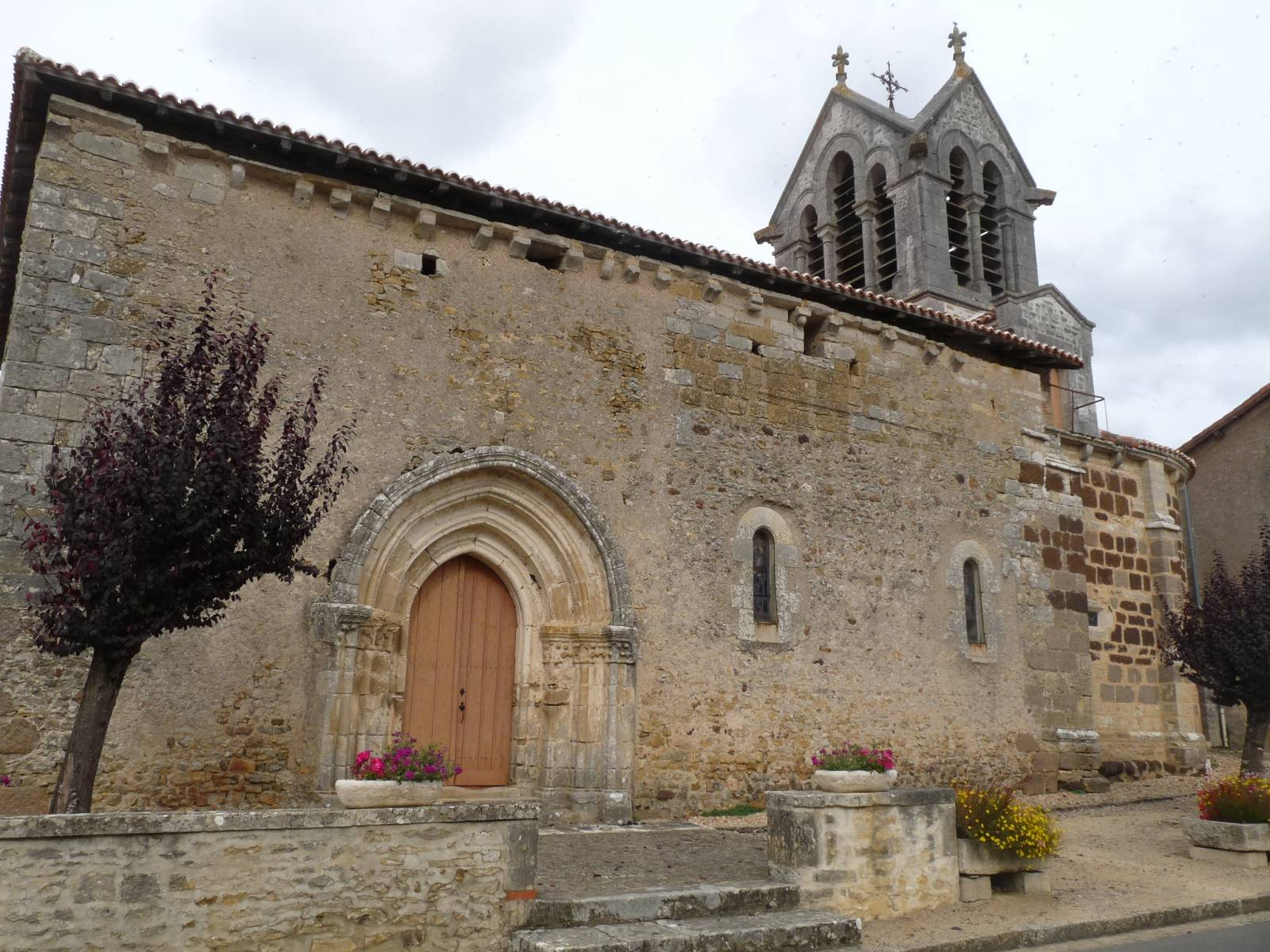
L'église Saint-Hilaire.

- L'église paroissiale Saint-Hilaire date du XIIe siècle ou du XIIIe siècle, et a été remaniée au XIXe siècle, en particulier son clocher. Elle est inscrite aux monuments historiques depuis 1965[38],[30].